# Metal (album)
 (août 2017).
Si vous disposez d'ouvrages ou d'articles de référence ou si vous connaissez des sites web de qualité traitant du thème abordé ici, merci de compléter l'article en donnant les références utiles à sa vérifiabilité et en les liant à la section « Notes et références ».
Pour les articles homonymes, voir Heavy metal (homonymie) et Metal (homonymie).
Albums de Annihilator
Schizo Deluxe
(2005) Annihilator
(2010)
Metal est le douzième album studio du groupe de thrash metal canadien Annihilator. Il est sorti le 16 avril 2007 dans le monde entier sauf aux États-Unis où il ne sortira pas avant le 15 janvier 2008. Jeff Waters a fait appel à des musiciens reconnus de la scène metal pour participer à chacune des chansons de l'album.

## Liste des morceaux
Paroles et chansons écrites et composées par Jeff Waters.
1. Clown Parade (featuring Jeff Loomis) - 5:14
2. Couple Suicide (featuring Danko Jones et Angela Gossow) - 3:54
3. Army of One (featuring Steve Lips Kudlow) - 6:01
4. Downright Dominate (featuring Alexi Laiho) - 5:13
5. Smothered (featuring Anders Björler) - 5:09
6. Operation Annihilation (featuring Michael Amott) - 5:16
7. Haunted (featuring Jesper Strömblad) - 8:05
8. Kicked (featuring Corey Beaulieu) - 5:56
9. Detonation (featuring Jacob Lynam) - 3:54
10. Chasing the High (featuring Willie Adler) - 6:16
11. Heavy Metal Maniac (featuring Dan Beehler et Allan James Johnson)  (Chanson bonus japonaise ; reprise d'une chanson de Exciter) – 3:53

## Composition du groupe
- Dave Padden - chant, guitare
- Jeff Waters - guitare, basse, chant sur Operation Annihilation
- Mike Mangini - batterie